# Ogcodes waterhousei
Ogcodes waterhousei är en tvåvingeart som först beskrevs av Paramonov 1957.  Ogcodes waterhousei ingår i släktet Ogcodes och familjen kulflugor. Inga underarter finns listade i Catalogue of Life.